# زندگی شیلر
زندگی شیلر (به انگلیسی: Life of Schiller) نام یک کتاب ادبی است که توسط توماس کارلایل، نویسندهٔ اهل اسکاتلند در سال ۱۸۲۵ نوشته شده‌است. این کتاب یکی از آثار مشهور ادبی جهان است.